# Религия в Дагестане
Исторически вероисповедание жителей Дагестана зависит от этнической принадлежности. Большинство верующих среди нахско-дагестанских и тюркских народов региона — мусульмане (в основном — сунниты, а также шииты — среди лезгин села Мискинджа и части азербайджанцев), горские евреи исповедуют иудаизм, а русские — православное христианство. Часть населения придерживается атеистических или агностических взглядов. 
30 декабря 1997 года был принят Закон Республики Дагестан «О свободе совести, свободе вероисповедания и религиозных организациях», который обеспечивает равенство всех религиозных конфессий, свободу совести и вероисповедания любого жителя республики, запрещает пропаганду межконфессионнальной вражды.
Большинство жителей исповедуют ислам.  Часть населения являются атеистами с нравственно-этическим кодом СССР, республика в период Советов носила название ДАССР. 
Около 5 % жителей исповедуют христианство. Большая часть дагестанских христиан — православные. В последнее время растёт количество приверженцев различных протестантских и пара-христианских религиозных течений, приверженцев которых на 2016 год в Дагестане насчитывалось около 5 тыс. человек. Среди них Баптисты, Адвентисты Седьмого Дня, Пятидесятники, Кришнаиты (Вайшнавы), Буддисты. 
Иудаизм исповедуют около 1 % жителей. Данная вера является старейшей авраамической религией народов Дагестана, который исповедуют горские евреи, что пришли на Кавказ из Персии в V веке нашей эры.